# ショーン・ケンプ
ショーン・トラビス・ケンプ・シニア（Shawn Travis Kemp Sr., 1969年11月26日 - ）は、アメリカ合衆国インディアナ州エルクハート出身の元プロバスケットボール選手。NBAのシアトル・スーパーソニックスなどで活躍した。「レインマン」の愛称で知られるNBA歴代屈指のダンカーである。

## 経歴
地元の高校を卒業した後ケンタッキー大学に進学するが、大学のチームでプレイせずにテキサス州の短大(Trinity Valley Community College)に転籍した。そこでも公式にはバスケットボールせず、学年が終わるとドラフトでNBA入りする意思を表明した。
テキサス州タイラーで行われたローカルイベントのダンクコンテストに出場し、その時に撮影されたビデオを見たスーパーソニックスの首脳陣が無名の彼をシアトルに呼び寄せた。
ケンプはシアトル・スーパーソニックス（ソニックス）に1巡目17位で指名された。実質的な高卒選手としてリーグに加わった彼は1年目から先発として定着し、2年目には平均15得点、8.4リバウンドと優秀な成績を残した。3年目以降は平均得点とリバウンドで二桁をマークするようになり、1994年から3年連続でオールNBAセカンドチームに選出された。
ジョージ・カール監督に率いられゲイリー・ペイトン、デトレフ・シュレンプら好選手を擁したソニックスは西地区屈指の強豪となり、1996年にはNBAファイナルに進出。ケンプは高い運動能力を発揮し、ファイナルの全6試合で平均23.3得点、10リバウンド、2ブロックと活躍した。しかしチームは2勝4敗で敗れ、優勝を逃した。この時期はケンプの選手生活で最盛期だったと評価されている。しかしケンプは、ソニックスとの契約金が低いことに不満を持っておりチームとの関係は徐々に悪化していった。
ついにケンプは1997年にクリーブランド・キャバリアーズにトレードされた。クリーブランドでプレーした3年間でケンプは平均18得点以上、10リバウンド以上と堅調な成績を維持したが、体重が増えたことをチーム関係者は問題視し始めた。
2000年にケンプはポートランド・トレイルブレイザーズ（ブレイザーズ）に移った。ブレイザーズは層の厚いチームであることに加え、この時期のケンプはアルコール使用障害やコカインの服用など問題を抱えており、シーズン中に出場した68試合のうち先発は3試合、平均得点は6.5、平均リバウンド数は3.8と個人成績を大幅に後退させた。2年間ブレイザーズでプレーした後、ケンプは放出された。
2002-03シーズンにはフリーエージェントとしてオーランド・マジックでプレーし、出場した79試合中55試合で先発したが、平均得点6.8、平均リバウンド数3.8、平均出場時間約20分と貢献は限定的なものであり、このシーズンを最後に選手生活を終えた。
身長208センチのケンプは、キャリアの大半をリーグ屈指のパワーフォワードとして過ごした。運動能力が高く、迫力のあるダンクシュートを得意とした。ソニックス時代にはシアトルで最も人気のある選手の一人だった。雨が多いシアトルの気候から、雨のようにダンクを降らせるという意味で「レインマン」というあだ名が与えられた。「レイン」は支配するという意味の reign ともかけられている。
オールスター戦には1993年から1998年まで6年連続で出場。そのうち94年以降は先発だった。1994年にはドリームチームIIのメンバーとしてバスケットボール世界選手権に出場し、優勝に貢献した。生涯を通じての出場試合数は1,051、通算得点は 15,347、通算リバウンド数は8,834。
キャバリアーズに移って以降は体重について批判が起き、アルコールや薬物の濫用がキャリアに影を落とした。また複数の私生児を持っていたというトラブルも抱えていた。引退後は少年少女向けにバスケットボールのキャンプやクリニックを開くなどの活動を行っている。
現役時代チーム史上最高のデュオとして人気を博した相棒のゲイリー・ペイトン同様シアトルとソニックスには強い愛情を抱いているが、2014-15シーズンにサンダーがプレーオフを逃した時はシアトル市内でプレーオフ不進出記念パーティを主催して集まったソニックスファンとともにサンダーを挑発するなど、オクラホマシティ・サンダーを前身として認めないばかりか相当嫌っている事を明らかにしている。

## 個人成績

### レギュラーシーズン
| シーズン | チーム   | GP   | GS  | MPG  | FG%  | 3P%  | FT%  | RPG  | APG | SPG | BPG | PPG  |
| -------- | -------- | ---- | --- | ---- | ---- | ---- | ---- | ---- | --- | --- | --- | ---- |
| 1989–90  | SEA      | 81   | 1   | 13.8 | .479 | .167 | .736 | 4.3  | .3  | .6  | .9  | 6.5  |
| 1990–91  | SEA      | 81   | 66  | 30.1 | .508 | .167 | .661 | 8.4  | 1.8 | 1.0 | 1.5 | 15.0 |
| 1991–92  | SEA      | 64   | 23  | 28.3 | .504 | .000 | .748 | 10.4 | 1.3 | 1.1 | 1.9 | 15.5 |
| 1992–93  | SEA      | 78   | 68  | 33.1 | .492 | .000 | .712 | 10.7 | 2.0 | 1.5 | 1.9 | 17.8 |
| 1993–94  | SEA      | 79   | 73  | 32.9 | .538 | .250 | .741 | 10.8 | 2.6 | 1.8 | 2.1 | 18.1 |
| 1994–95  | SEA      | 82*  | 79  | 32.7 | .547 | .286 | .749 | 10.9 | 1.8 | 1.2 | 1.5 | 18.7 |
| 1995–96  | SEA      | 79   | 76  | 33.3 | .561 | .417 | .742 | 11.4 | 2.2 | 1.2 | 1.6 | 19.6 |
| 1996–97  | SEA      | 81   | 75  | 34.0 | .510 | .364 | .742 | 10.0 | 1.9 | 1.5 | 1.0 | 18.7 |
| 1997–98  | CLE      | 80   | 80  | 34.6 | .445 | .250 | .727 | 9.3  | 2.5 | 1.4 | 1.1 | 18.0 |
| 1998–99  | CLE      | 42   | 42  | 35.1 | .482 | .500 | .789 | 9.2  | 2.4 | 1.1 | 1.1 | 20.5 |
| 1999-00  | CLE      | 82   | 82  | 30.4 | .417 | .333 | .776 | 8.8  | 1.7 | 1.2 | 1.2 | 17.8 |
| 2000–01  | POR      | 68   | 3   | 15.9 | .407 | .364 | .771 | 3.8  | 1.0 | .7  | .3  | 6.5  |
| 2001–02  | POR      | 75   | 5   | 16.4 | .430 | .000 | .794 | 3.8  | .7  | .6  | .4  | 6.1  |
| 2002–03  | ORL      | 79   | 55  | 20.7 | .418 | .000 | .742 | 5.7  | .7  | .8  | .4  | 6.8  |
| Career   | Career   | 1051 | 728 | 27.9 | .488 | .277 | .741 | 8.4  | 1.6 | 1.1 | 1.2 | 14.6 |
| All-Star | All-Star | 6    | 5   | 20.0 | .458 | .200 | .750 | 5.8  | 1.7 | 1.0 | .7  | 9.0  |

### プレーオフ
| シーズン | チーム | GP | GS | MPG  | FG%  | 3P%   | FT%  | RPG  | APG | SPG | BPG | PPG  |
| -------- | ------ | -- | -- | ---- | ---- | ----- | ---- | ---- | --- | --- | --- | ---- |
| 1991     | SEA    | 5  | 5  | 29.8 | .386 | .000  | .815 | 7.2  | 1.2 | .6  | .8  | 13.2 |
| 1992     | SEA    | 9  | 9  | 37.6 | .475 | ---   | .763 | 12.2 | .4  | .6  | 1.6 | 17.4 |
| 1993     | SEA    | 19 | 19 | 34.9 | .512 | ---   | .809 | 10.0 | 2.6 | 1.5 | 2.1 | 16.5 |
| 1994     | SEA    | 5  | 5  | 41.2 | .371 | ---   | .667 | 9.8  | 3.4 | 2.0 | 2.4 | 14.8 |
| 1995     | SEA    | 4  | 4  | 40.0 | .579 | 1.000 | .821 | 12.0 | 2.8 | 2.0 | 1.8 | 24.8 |
| 1996     | SEA    | 20 | 20 | 36.0 | .570 | .000  | .795 | 10.4 | 1.5 | 1.2 | 2.0 | 20.9 |
| 1997     | SEA    | 12 | 12 | 36.8 | .486 | .200  | .829 | 12.3 | 3.0 | 1.2 | 1.3 | 21.6 |
| 1998     | CLE    | 4  | 4  | 38.0 | .465 | ---   | .844 | 10.3 | 2.0 | 1.3 | 1.0 | 26.0 |
| 2002     | POR    | 3  | 0  | 11.7 | .286 | ---   | .700 | 2.7  | .0  | .3  | .0  | 3.7  |
| 2003     | ORL    | 7  | 0  | 10.3 | .381 | ---   | .833 | 2.1  | .0  | .0  | .0  | 3.0  |
| Career   | Career | 88 | 78 | 33.4 | .498 | .200  | .797 | 9.7  | 1.8 | 1.1 | 1.6 | 17.3 |